# Paula Pagès i Monserdà
Paula Pagès i Monserdà (Barcelona, 1830 – Barcelona, 28 de febrer de 1866) fou una hisendada catalana i integrant de la nissaga Masó, família destacada en l'establiment i la promoció del Noucentisme a Girona durant els segles xix i xx.

## Vida i llinatge
Paula Pagès i Monserdà va néixer a Barcelona l'any 1830. Fou filla única de Narcís Pagès Oliver i Rosselló, advocat i terratinent de Sant Julià de Ramis establert a Cap i Casal i de Paula Moncerdà i Pagès, també santjulianenca i nascuda a Barcelona l'any 1804. Contragué matrimoni el 20 de maig de 1850 amb l'empresari naval i col·leccionista d'art Gaudenci Masó i Ruiz de Espejo a l'Església de Santa Maria del Pi barcelonina. Com a hereva universal del seu patrimoni familiar, aportà a aquesta unió un conjunt molt significatiu de propietats i terrenys a la província de Girona: els masos Moncerdà, Perpinyà, Gelada i Pagès al terme de Sant Julià de Ramis; els mas Oliver (conegut popularment com a Hostal del Cap de Pou), la Casa Gabella i la Casa Fleca de can Rosselló a l’antic terme de Sarrià de Pont Major; així com la Casa Oliver a Cassà de la Selva.
Atesa la seua posició econòmica i influent, les noces estigueren apadrinades per l'alta societat barcelonina: Gaietà Maria d’Amat i d’Amat (Baró de Maldà), Serafí González de Javea (Cònsol General de l'Imperi del Brasil) i el pare de Gaudenci Masó. L’any abans del casament, el 1849, Gaudenci Masó va matricular la gran fragata Paulita en honor de Pagès i Monserdà.

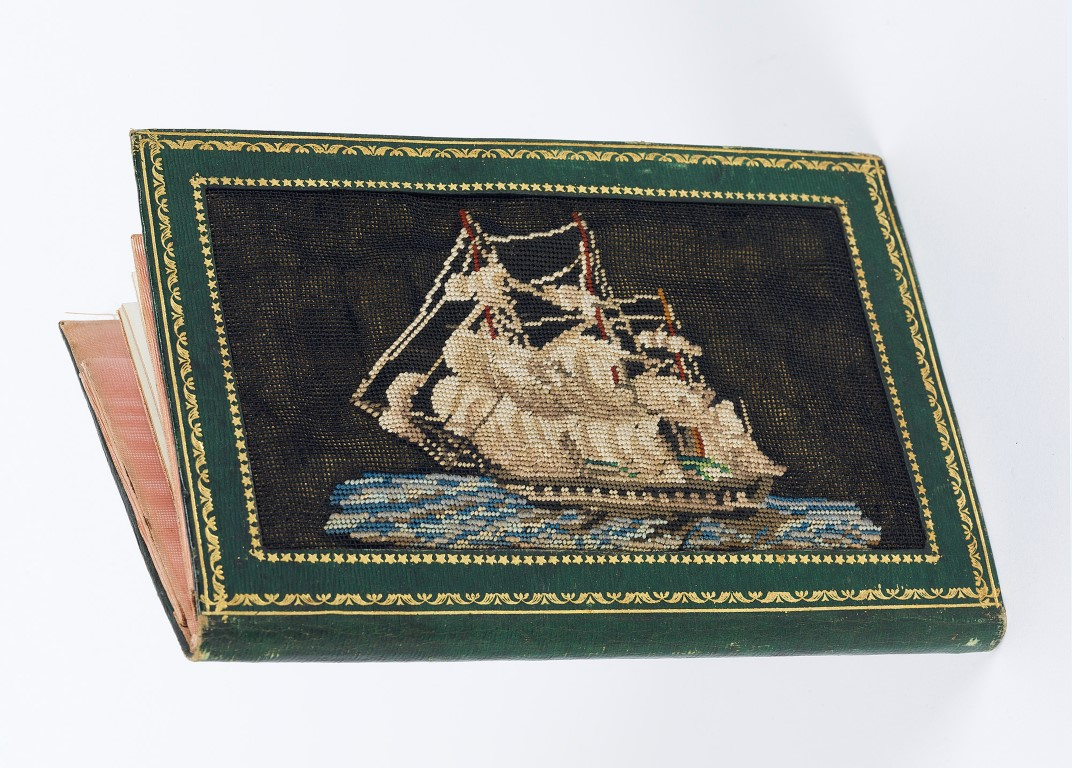
Llibreta brodada per Paula Pagès, c. 1850, on anotava les dates dels naixements i les morts de la família

Malgrat que es preserva poca informació sobre la seva influència com a terratinent i en el llinatge familiar, se sap que visqué al carrer Escudellers de Barcelona i el 1857 es traslladà a la vila barcelonina de Sarrià (o a Sarrià de Ter). Tingué 6 fills: Rafael, Arturo (o Maturo), Rosalia, Alfons i els bessons Francesc de Paula i Carme —el naixement dels quals li provocà la mort de sobrepart el 28 de febrer de 1866, a 36 anys. Les seues propietats foren més endavant administrades pel seu marit, Gaudenci Masó, que es traslladà a Girona.